# Biblijny John
Biblijny John (ang. Bible John) – pseudonim niezidentyfikowanego seryjnego mordercy, działającego między 1968 a 1969 rokiem na terenie Glasgow, w Szkocji. 
Zamordował najprawdopodobniej 3 kobiety. „Biblijny John” cechował się stałym schematem popełniania zbrodni. Wszystkie 3 kobiety, uznane za ofiary „Biblijnego Johna”, zostały najpierw pobite i zgwałcone, a następnie uduszone za pomocą części swojej garderoby; wszystkie zostały zabite w czasie, kiedy miały miesiączkę, świadczyły o tym chociażby zakrwawione podpaski, które zostały odnalezione przy martwych kobietach. „Biblijny John” zawdzięcza swój przydomek dzięki bardzo dobrej znajomości treści Biblii, którą – jak zeznał jeden ze świadków mający styczność z zabójcą – znał doskonale i dawał o tym znać, często powołując się lub cytując fragmenty Biblii.
Do dziś nie wiadomo, kim naprawdę jest „Biblijny John”, prawdopodobnie nigdy nie został i nie zostanie schwytany przez policję, nie wiadomo również, ilu dokładnie zabójstw się dopuścił. Są jedynie przypuszczenia, iż mordercą był Peter Tobin, który został aresztowany w październiku 2006 roku, po tym, jak zamordował i pochował pod podłogą kościoła Św. Patryka Polkę Angelikę Kluk. Istnieje jego portret pamięciowy, który został sporządzony dzięki świadkowi, który przebywał z nim w jednym z klubów tanecznych w Glasgow oraz jechał z nim taksówką.

## Ofiary
| Lp. | Ofiara          | Wiek | Data                 |
| --- | --------------- | ---- | -------------------- |
| 1.  | Patricia Docker | 25   | 23 lutego 1968       |
| 2.  | Jemima McDonald | 32   | 15 sierpnia 1969     |
| 3.  | Helen Puttock   | 39   | 31 października 1969 |